# Kokoulo
Kokoulo är ett vattendrag i Guinea.   Det ligger i prefekturen Pita och regionen Mamou Region, i den västra delen av landet, 150 km nordost om huvudstaden Conakry.